# Тетюшев, Пётр Алексеевич
Пётр Алексеевич Тетюшев (12 июля 1906, Купоросный, Саратовская губерния — 25 октября 1962, Ульяновск) — советский государственный и партийный деятель, первый секретарь Курганского областного комитета ВКП(б) (1943—1945), первый секретарь Пинского областного комитета КП(б)Б (1946—1950).

## Биография
Пётр Тетюшев родился 12 июля 1906 года в семье рабочих на хуторе Купоросный Отрадинской волости Царицынского уезда Саратовской губернии, ныне посёлок входит в Советский район города Волгограда Волгоградской области.
Трудовую деятельность начал с 11 лет в качестве рассыльного в местном сельском Совете, затем в управлении кожевенных заводов города.
С 1919 по 1927 годы работал подсобным рабочим, потом мастером на кожевенных заводах города Царицына (с 1925 года —Сталинград, ныне Волгоград).
С 1925 года член РКП(б), в 1925 году партия переименована в ВКП(б), в 1952 году — в КПСС.
В 1927 году поступил на рабфак в городе Сталинграде.
С 1929 по 1931 годы в порядке мобилизации работал секретарём Нижне-Чирского райкома ВЛКСМ, а затем заведующим отделом и секретарём Нижне-Чирского райкома ВКП(б) Нижне-Волжского края.
С 1931 по 1933 годы учился в институте подготовки кадров Красной профессуры в Саратове, а затем в Сталинграде, куда переехал институт.
В 1933 году поступил в Институт красной профессуры в Москве.
С 1937 года по направлению ЦК ВКП(б) работал в Саратовском областном комитете ВКП(б) инструктором и заведующим организационно-пропагандистским отделом.
С 1939 по 1940 годы работал в Москве ответственным организатором ЦК ВКП(б).
В 1940 году был командирован ЦК ВКП(б) на работу в Красноярский краевой комитет партии в качестве второго секретаря.
С декабря 1942 до февраля 1943 года в Рабоче-крестьянской Красной Армии
6 февраля 1943 года, Президиум Верховного Совета СССР издал Указ «Об образовании Курганской области в составе РСФСР». ЦК ВКП(б) утвердил состав бюро Курганского обкома партии. Первым секретарём обкома ВКП(б) был утверждён Пётр Алексеевич Тетюшев.
13 марта 1945 года был отозван в ЦК ВКП(б) и утверждён вторым секретарём Минского обкома КП(б) Беларуси.
В апреле 1946 года был избран первым секретарём Пинского областного комитета КП(б)Б и первым секретарём горкома. Во время его работы в Белоруссии он был избран депутатом Верховного Совета БССР.
В 1951 году переведён в Ульяновскую область, где занимал должность заместителя председателя исполкома Ульяновского областного Совета депутатов трудящихся.
С 1957 года — начальник Ульяновского областного управления топливной промышленности.
Пётр Алексеевич Тетюшев скончался 25 октября 1962 года в городе Ульяновске Ульяновской области. Похоронен на Городском кладбище города Ульяновска.

## Награды и звания
- Два ордена Трудового Красного Знамени, 1942 год и 1949 год[5]
- Медаль «За победу над Германией в Великой Отечественной войне 1941—1945 гг.», 1946 год
- Медаль «За доблестный труд в Великой Отечественной войне 1941—1945 гг.», 1946 год